# Број 6 (Марк Ротко)
Број 6 (енгл. No. 6 (Violet, Green and Red)) је слика апстрактног експресионизма Марка Ротка. Представља уље на платну, насликано 1951. године. Састоји се од великих пространстава боја оцртаних неравним, магловитим нијансама. Године 2014. је постала једна од најскупљих слика продатих на аукцији.

## Продаја
Дмитриј Риболовљев ју је купио 2014. године за приватну колекцију, у вредности од 140 милиона евра. Сматра се да је купио слику преко швајцарског дилера. Риболовљев је сазнао да ју је он заправо купио од компаније Paiker H.B. за ~80.000.000 € пре него што ју је продао за 140.000.000 €.